# Miranda (Falcón)
Miranda is een gemeente in de Venezolaanse staat Falcón. De gemeente telt 232.000 inwoners. De hoofdplaats is Santa Ana de Coro.